# ترانسپترول
ترانسپترول (انگلیسی: Transpetrol) شرکت نفت و گاز اسلواک است، که در سال ۱۹۵۴ تأسیس شد.